# Морфін-6-глюкуронід
Морфін-3-глюкуронід (англ. Morphine-3-glucuronide) — основний активний метаболіт морфіну, який утворюється з морфіну за допомогою ферменту UGT2B7. Він має знеболювальну дію приблизно вдвічі меншу, ніж морфін. При нирковій недостатності морфін-6-глюкуронід може накопичуватися до токсичних рівнів.

## Історія
знебоювальну активність морфін-6-глюкуроніду (у тварин) була вперше відзначена Йосімурою. Подальші дослідження в лікарні Святого Варфоломія в Лондоні в 1980-х роках з використанням чутливої та специфічної високоефективної рідинної хроматографії вперше точно визначили метаболізм морфіну та велику кількість цього метаболіту (разом з морфін-3-глюкуронідом, який вважався неактивним метаболітом). Було висловлене припущення, що порушення функції нирок призведе до накопичення активного агента морфін-6-глюкуроніду, що виділяється нирками, наслідком чого є потенційно смертельна токсичность, такої як пригнічення дихання. Часте використання морфіну пацієнтами в критичному стані та поширена ниркова недостатність у цій групі пацієнтів означали, що накопичення морфін-6-глюкуроніду може бути поширеною, але раніше непередбаченою проблемою. Перші дослідження продемонстрували високі рівні морфін-6-глюкуроніду в 3 пацієнтів з нирковою недостатністю, які зникли після відновлення функції нирок. Накопичення морфін-3-глюкуроніду і морфін-6-глюкуроніду також зменшувалося з відновленням функції нирок після трансплантації нирки.
Ключовий крок у визначенні важливості морфін-6-глюкуроніду для людини стався в 1992 році, коли цю сполуку було штучно синтезовано та введено пацієнтам з болем, більшість з яких відзначало полегшення болю.